# Créativité et Développement
Créativité et Développement (C&D) est une société française de production d'animation fondée en 1987  par Jean Chalopin et disparue en 1998.
En 1996, Jean Chalopin vend sa société à Saban International Paris .

## Les productions et coproductions

### Séries d'animation
- 1987 La Lucarne d'Amilcar (Émission de télévision)
- 1988 Diplodo
- 1988 Lisa ou le Rêve Olympique
- 1990 He-man, le héros du futur
- 1990 Sophie et Virginie
- 1991 Michel Vaillant
- 1991 Le Prince et la Sirène
- 1991 La Petite Boutique
- 1991 Cupido
- 1991 Les Jumeaux du bout du monde
- 1992 Les Aventures de T-Rex
- 1992 Le Roi Arthur et les Chevaliers de Justice (King Arthur and the Knights of Justice)
- 1992 Les Aventures de Carlos
- 1993 Conan l'Aventurier (saison 2)
- 1993 Le Maître des bots
- 1996 Rock amis
- 1997 Le Secret du loch Ness

### Spécial animation
- 1992 Les Magic Trolls